# Lex Mahumet pseudoprophete

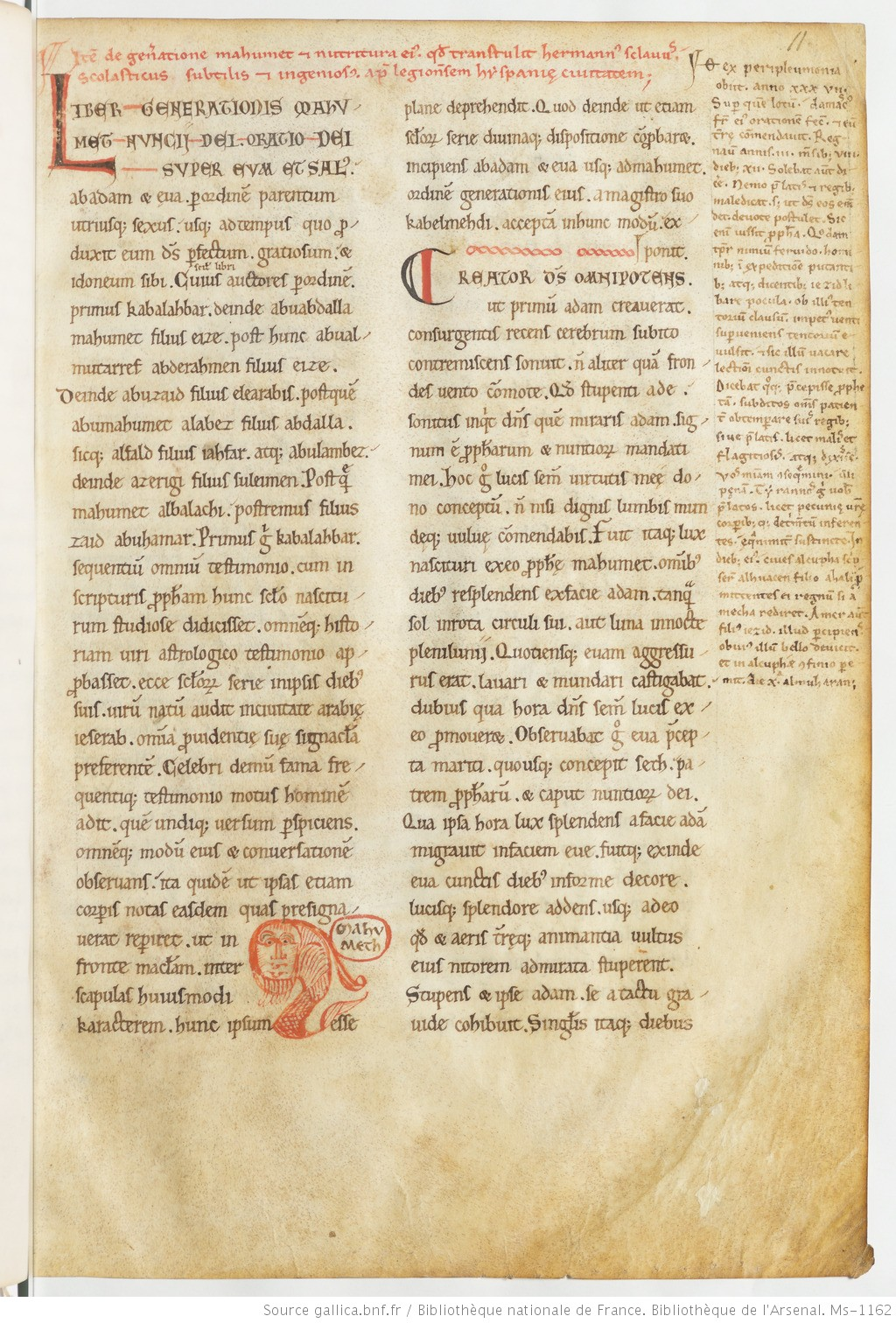
Manoscritto della traduzione del Corano realizzata per Pietro il Venerabile, abate di Cluny, con una caricatura di Maometto ritratto con le fattezze di un pesce. Collezione Toledana intorno al 1141-1143 BNF, Arsenal, Mss 1162, f. 11

La Lex Mahumet pseudoprophete (in it. Legge di Maometto il falso profeta) è una traduzione del Corano in latino medievale realizzata da Roberto di Ketton (c. 1110 - 1160 d.C.). È la prima traduzione del Corano in una lingua occidentale.

## Storia
Nel 1142 Pietro il Venerabile convinse Roberto di Ketton a unirsi al gruppo di intellettuali che stava radunando con l'obiettivo di tradurre opere arabe in latino. Pietro sperava in questo modo di fornire strumenti utili nella controversia religiosa che potessero favorire la conversione dei musulmani al cristianesimo. La traduzione del Corano è l'opera principale realizzata dal gruppo di studiosi: l'impresa fu enorme, richiese più di un anno e riempì oltre 100 foli (180 pagine a stampa moderne). Questa traduzione del Corano divenne popolare nel medioevo: ne sono sopravvissuti oltre 25 manoscritti, cui si aggiungono due edizioni a stampa del XVI secolo. È stata la traduzione standard del Corano in Europa fino al XVII secolo.

## Critica
Nonostante il suo successo e la sua influenza, il consenso accademico ritiene il testo inaffidabile. Thomas E. Burman afferma: "dal XV secolo ad oggi, gli accademici si sono trovati d'accordo nel giudicarla una parafrasi libera e fuorviante". Juan de Segovia, un traduttore del Corano del XV secolo, criticò la traduzione per le eccessive libertà che Roberto di Ketton si era preso nel realizzarla. Le tradizionali 114 sure erano state portate a 124 e spesso quello che era detto esplicitamente in arabo veniva omesso mentre veniva incluso quello che era sottinteso implicitamente. Inoltre erano numerosi i cambiamenti nell'ordine delle sure. Ludovico Marracci, Hadrian Reland e George Sale hanno espresso serie riserve sulla qualità della traduzione. Secondo Sale, ad esempio, la Lex Mahumet pseudoprophete "non merita il nome di traduzione". Tuttavia, il testo è stato ampiamente utilizzato come prima traduzione completa del Corano in latino.

## Relazioni islamo-cristiane
Lo scopo esplicito di Pietro il Venerabile nel commissionare la traduzione era la conversione dei musulmani. I cattolici (si pensi ad esempio a Marco da Toledo) stavano traducendo le opere di una religione avversaria in competizione con la loro.

## Esempi
L'inizio della traduzione e la Sūra Al-Fātiḥa:
AZOARA PRIMA
Misericordi pioque Deo, universitatis creatori, iudicium cuius postremo die expectat(ur), voto simplici nos humiliemus, adorantes ipsum sueque manus suffragium semiteque donum et dogma qua suos ad se benivolos nequaquam hostes et erroneos adduxit, iugiter sentiamus.»
Sūra Al-Baqara āyāt 28 in traduzione comparativa:
(Traduzione moderna in italiano di Hamza Roberto Piccardo)
(Lex Mahumet pseudoprophete)
(Traduzione di Marco di Toledo)
Questo esempio mostra la tendenza di Roberto di Ketton a rielaborare la struttura originale del Corano rispetto alla resa molto letterale del suo contemporaneo Marco di Toledo. Un confronto tra le due traduzioni medievali e quelle moderne mette in luce le differenze tra le tecniche di traduzione delle due epoche.